# 生駒インターチェンジ (奈良県)
生駒インターチェンジ（いこまインターチェンジ）は、奈良県生駒市の阪奈道路（大阪府道・奈良県道8号大阪生駒線）上のインターチェンジ。生駒市中心部への最寄りインターである。

## 接続する道路
- 奈良県道142号生駒停車場宛木線

## 周辺情報
- 生駒駅
- 宝山寺・宝山寺駅
- 近鉄生駒ケーブル
- 奈良県警生駒警察署

## 隣
登山口交叉点 - 生駒IC - 辻町IC

## 関連情報
- 大阪府道・奈良県道8号大阪生駒線
- 無料開放された道路一覧

座標: 北緯34度42分10秒 東経135度41分43秒 / 北緯34.7027062度 東経135.6953573度